# Talysh
De Talysh (ook Talishi, Taleshi of Talyshi) zijn een Perzisch volk. Er zijn naar schatting meer dan 600.000 Talyshen, waarvan er 400.000 in Iran en 112.000 in Azerbeidzjan wonen. Ze wonen vooral in bergdorpen op de zuidwestelijke oever van de Kaspische Zee, ten zuiden van de Koera-rivier. De bergstreek waar ze wonen, het Talyshgebergte, draagt dezelfde naam. Tot 1828 hadden ze een eigen Talysh-kanaat.

## Afstamming
De Talysh stammen af van de Cadusii, waarvan ook de naam Talysh komt. Ze voorzien in hun levensonderhoud door het vervaardigen van handgeknoopte tapijten.

## Taal
Ze spreken een taal die behoort tot de Iraanse talen en waarin het heilig boek Avesta van het Zoroastrisme is geschreven. De meeste Talysh zijn meertalig: in Azerbeidzjan spreken zij naast hun eigen taal het Azeri en in Iran spreken zij het Perzisch.

## Religie
De Talysh zijn sjiietische moslims, met name aanhangers van het Twaalver sjiisme.